# Bustul prof. dr. Zaharia Petrescu

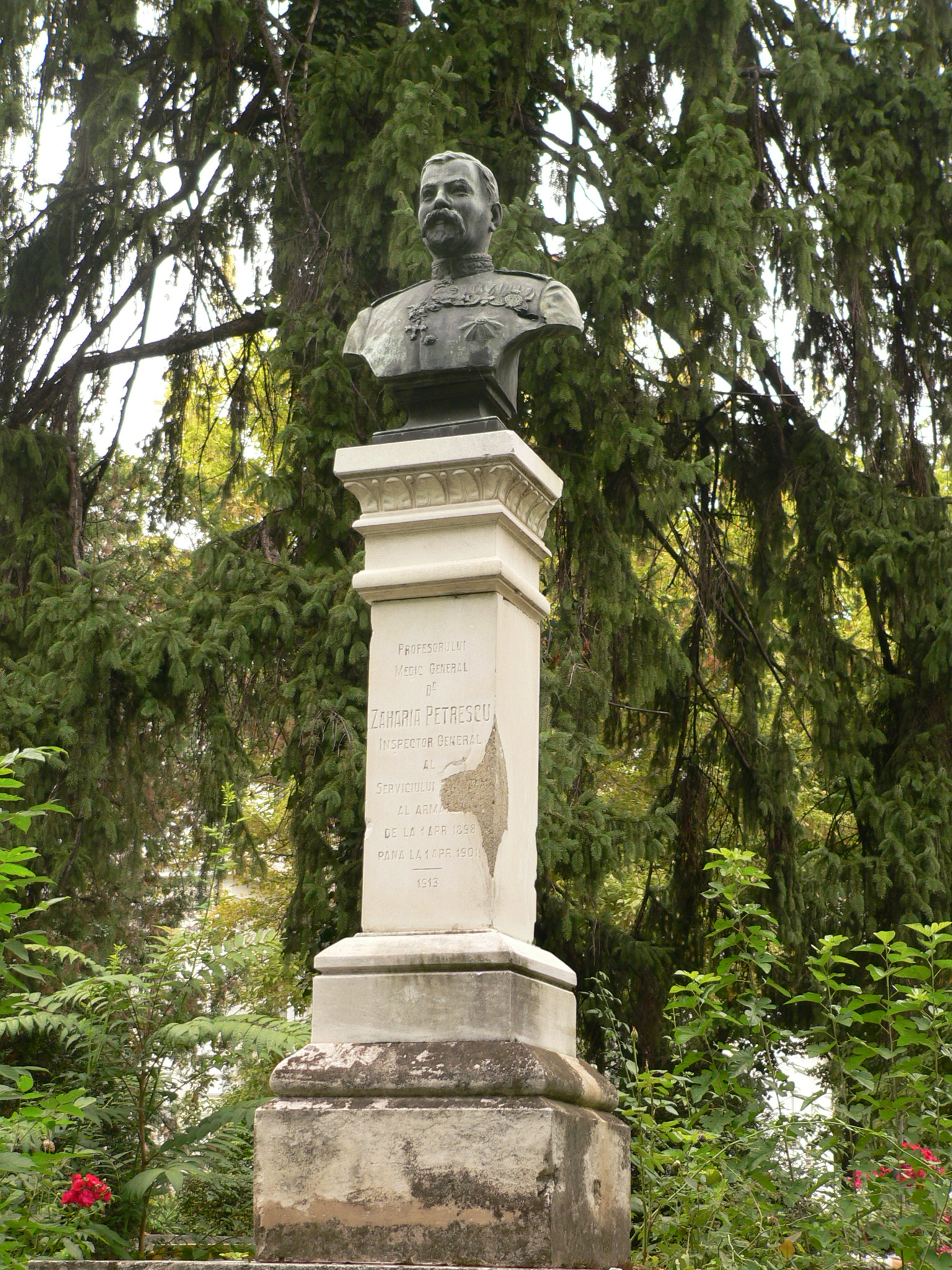

Bustul prof. dr. Zaharia Petrescu este opera sculptorului Gheorghe Tudor. A fost ridicat în 1913 și se află în parcul din incinta Spitalul Universitar de Urgență Militar Central „Dr. Carol Davila”.
Pe fața soclului se găsește inscripția:
| PROFESORULUI MEDIC GENERAL DR ZAHARIA PETRESCU INSPECTOR GENERAL AL SERVICIULUI SANITAR AL ARMATEI DE LA 1 APR. 1898 PANA LA 1 APR. 1901 _____ 1913 |

## Monument istoric
Bustul este înscris în Lista monumentelor istorice cu codul  B-III-m-B-20023.